# Wola Wydrzyna
Wola Wydrzyna [pronunciación en polaco: /ˈvɔla vɨˈdʐɨna/] es un pueblo ubicado en el distrito administrativo de Gmina Sulmierzyce, dentro del Distrito de Pajęczno, Voivodato de Łódź, en Polonia central. Se encuentra aproximadamente a 4 kilómetros al noroeste de Sulmierzyce, a 12 kilómetros al noreste de Pajęczno, y a 69 kilómetros al sur de la capital regional Łódź.